# Романо, Франческо Саверио
Франческо Саверио Романо (итал. Francesco Saverio Romano), иначе Саверио Романо (итал. Saverio Romano; род. 24 декабря 1964, Палермо) — итальянский юрист и политик, министр сельского хозяйства (2011).

## Биография
Занялся политикой в университете Палермо, где с 1985 по 1987 входил в правление в качестве представителя студентов. Входил в Христианско-демократическую партию, в 1987 году был избран делегатом регионального комитета её молодёжного движения. В 1990 году избран в совет провинции Палермо, с 1993 по 1994 год занимал должность асессора дорожной сети в провинциальной администрации. С 1997 по 2001 год был президентом крупнейшей на Сицилии кредитной организации Ircac, в 2007 году избран секретарём региональной организации Союза центра. В 2010 году вступил в конфликт с лидером партии Казини и вышел из СЦ, перешёл вместе со своими едномышленниками Калоджеро Маннино, Микеле Пизакане, Джузеппе Руволо и Джузеппе Драго в Смешанную фракцию Палаты депутатов, а позднее принял участие в создании новой партии — «Пополяры завтрашней Италии».
С 2001 по 2018 год состоял в Палате депутатов Италии с XIV по XVII созыв, став основным инициатором 18 законопроектов и подписав ещё 124.
В 2003 году против Романо начато расследование по подозрению в наличии связей с мафией, поскольку посредством спецаппаратуры были зафиксированы его неоднократные разговоры с боссом мафии Джузеппе Гуттадауро. Правоохранительные органы также инкриминировали ему личную встречу с Гуттадауро, но Романо отверг этот факт, заявив, что получал такое предложение, но отклонил его. В начале апреля 2005 года судья предварительных слушаний Палермо отправил это дело в архив за недостатком улик, и уже 23 апреля Романо получил в третьем правительстве Берлускони должность младшего статс-секретаря Министерства труда и занимал её до истечения полномочий кабинета в 2006 году. Однако, в конце 2005 года расследование возобновилось на основании показаний коррумпированного политика Франческо Кампанелла, связанного с Клементе Мастелла и также уличённым в мафиозных связях Сальваторе Куффаро (все они считались «людьми Нино Мандала»). Расследование затянулось из-за возникших противоречий в свидетельствах: другой пентито, Марио Кузимано, стал утверждать, что «семья Виллабате» никогда не поддерживала каких-либо кандидатов на выборах (тем не менее, в 2011 году запрос на повторную отправку дела в архив был отклонён). Тем временем сын бывшего мэра Палермо Вито Чанчимино, Массимо Чанчимино, обвинил Романо в получении 1 300 000 евро с принадлежавшего его отцу счёта в швейцарском банке, который использовался для подкупа должностных лиц (часть этого перевода предположительно должен был получить Куффаро).
С 23 марта по 16 ноября 2011 года Романо занимал должность министра сельскохозяйственной, продовольственной и лесной политики в четвёртом правительстве Берлускони.
В июле 2012 года прокуратура Палермо потребовала для Романо тюремного заключения на 8 лет по обвинению в связях с мафией, но 17 июля 2012 года он был оправдан судом. 10 апреля 2013 года приговор стал окончательным, поскольку ни один следственный судья его не опротестовал.
Так же в июле 2012 года Романо вошёл в число основных организаторов партии «Народное строительство», задачей которой было заявлено возрождение политического центра в Италии, а образцом послужила Европейская народная партия.
19 декабря 2017 года вошёл в должности заместителя председателя в предвыборный список Раффэле Фитто Noi con l’Italia (Мы с Италией), 29 декабря 2017 года к ним присоединился Союз Центра. 4 марта 2018 года движение «Мы с Италией» пошло на очередные парламентские выборы в составе правоцентристской коалиции во главе с партиями Вперёд, Италия и Лига Севера, которая одержала победу, но список «Мы с Италией» из-за своих низких результатов не получил ни одного места в парламенте.